# آنا پاوکر
آنا پاوکر (انگلیسی: Ana Pauker; ۱۳ دسامبر ۱۸۹۳ – ۳ ژوئن ۱۹۶۰) سیاستمدار، آموزگار، مترجم، دیپلمات، پزشک، و خیاط اهل رومانی بود. وی از ۳۰ دسامبر ۱۹۴۷ تا ۹ ژوئیه ۱۹۵۲ وزیر امور خارجه این کشور بود.
آنا پاوکر در ۳ ژوئن ۱۹۶۰، در سن ۶۶ سالگی بر اثر سرطان درگذشت. 